# Universiteit van Bordeaux

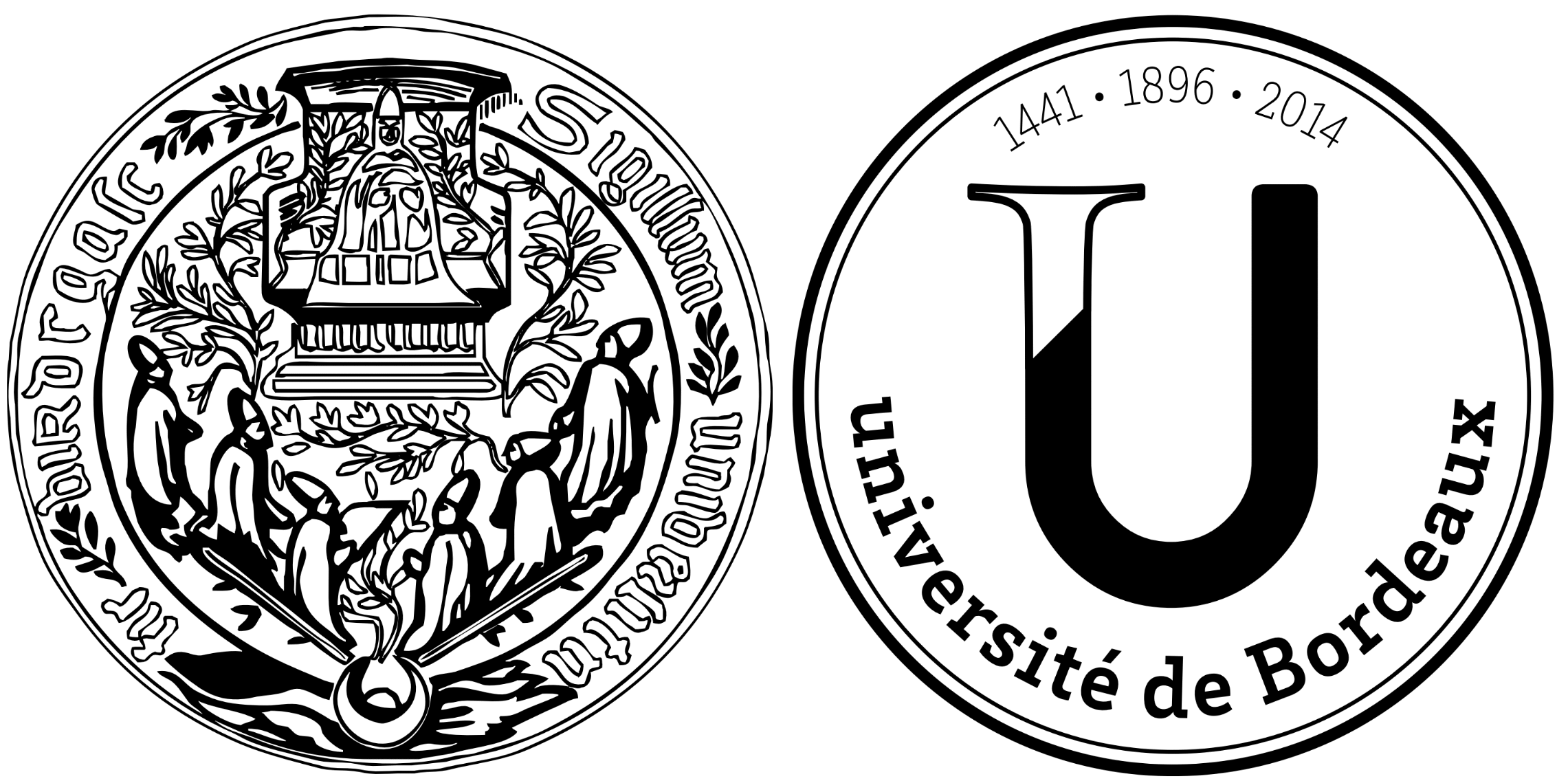
Zegel van de universiteit van Bordeaux

De universiteit van Bordeaux is een universiteit in de Franse stad Bordeaux. De universiteit is oorspronkelijk opgericht in 1441, gesloten in 1793, heropgericht in 1896, en gesplitst in (uiteindelijk 4) verschillende universiteiten in 1970. Per 1 januari 2014 zijn de delen opnieuw samengevoegd onder de naam Université de Bordeaux. De delen die op die datum werden samengevoegd zijn:
- Universiteit Bordeaux I (université Bordeaux 1 Sciences et Technologies, exacte wetenschappen),
- Universiteit Bordeaux II (université Bordeaux Segalen, levenswetenschappen waaronder geneeskunde en oenologie) en
- Universiteit Bordeaux IV (université Montesquieu-Bordeaux IV, rechten, economie, politieke en sociale wetenschappen).

De Universiteit Bordeaux III (université Michel de Montaigne Bordeaux 3), die zich richt op talen, geografie, geschiedenis en kunsten, is buiten de fusie gebleven.
De universiteit van Bordeaux is deels gevestigd in de binnenstad van Bordeaux, en voor een groot deel op een langgerekte campus die zich over de buurgemeenten Talence en Pessac uitstrekt. De universiteit telt ongeveer 53.000 studenten waarvan 6000 van buiten Frankrijk, ruim 4000 onderzoekers en docenten, en 1900 promovendi.